# Алексије I Комнин
Алексије I Комнин (грч. Αλέξιος Α' Κομνηνός; 1056 — Константинопољ, 15. август 1118) је био византијски цар (1081—1118). Током његове власти започела је војна, финансијска и територијална обнова Византије.

## Долазак на трон
Када је абдицирао Исак I Комнин, Алексијев отац је одбио трон, тако да је од 1059. до 1081. владала династија Дука.
Алексије I Комнин је 1074. успешно покорио плаћенике, који су се побунили у Малој Азији. Постављен је 1078. на чело војске на западу. Успио је да угуши две побуне гувернера Драча. Алексије I Комнин је одбио да крене против свог рођака у Малој Азији, а због тога није смењен, јер је био потребан да се супротстави предстојећој норманској инвазији под Робером Гвискаром.
Док се византијска војска спремала за експедицију Алексија уверавају да се придружи уроти против цара Нићифора III Вотанијата.
Његова војска га проглашава царем, па са својом војском креће на Цариград. Алексије је потплатио западне плаћенике, који су чували Цариград, тако да су ушли 1. априла 1081. у Цариград готово без отпора. Нићифор III Вотанијат је абдицирао и повукао се у манастир, а Алексије I Комнин је крунисан 4. априла 1081. године.

## Борбе са Норманима (1081—1085)
Роберт Гвискар се са Норманима 1081. искрцао код Валоне у пролеће 1081. године. Почео је да опседа Драч, па је стигао цар Алексије I Комнин, који је тешко поражен од Нормана 18. октобра 1081, а у битку се није укључио српски краљ Константин Бодин, иако је као византијски вазал дошао на Алексијев позив. Нормани су тако заузели Драч, а током 1082. и целу Македонију, укључујући и Скопље. Нормани су освојили и Епир и Тесалију. Међутим Алексије I Комнин није губио наду, него је консолидовао војску за контраударце.
Немачког краља Хенрика IV је подмитио да нападне Нормане са севера. То је присилило Нормане да велики део војске повуку у Италију током 1083—1084. Нормани су били присиљени да се од 1083. постепено повлаче. Норманска опасност престаје смрћу Роберта Гвискара. Године 1085. и Византија враћа већину изгубљених територија.

## Сукоби са богумилима и павлићанима
Цар Алексије је започео прогоне богумила и павлићана, који нису хтели да прихвате православну веру и бунили су се против византијске власти. Један од најревноснијих проповедника богумилства у Византији је био Василије Доктор. Забележено је да је неколико хиљада војника напустило војни поход Алексија I Комнина против Нормана, и многих од њих су због дезертерства 1085. бачени у затвор. Кад је престала норманска опасност цар Алексије их кажњава одузимањем земље, што доводи до нових побуна. У бици против побуњеника крај Филипополиса (Пловдива) убијен је командант западне војске. Цар Алексије улаже напоре да преобрати богумиле, па за преобраћенике подиже нови град Алексиопољ, насупрот „јеретичком“ седишту Филипопољу. Богумилског вођу Василија је позивима намамио на двор, где је ухваћен, осуђен на смрт и спаљен на ломачи у Константинопољу 1118. године.

## Сукоби са Печењезима и Куманима
Током 1087. јеретици су се удружили са Печењезима, који харају Тракијом. Цар Алексије I Комнин креће у Мезију да се освети, али био је присиљен на повлачење. Током повлачења Печењези су га заробили и присилили да потпише мир и да им плати велику суму новца. Током 1090. Печењези поново нападају Тракију и улазе у савез са Селџуцима, тако да су покушали заједничку опсаду Цариграда. Алексије Комнин улази у савез са хордом од 40.000 Кумана. Византија и Кумани су заједнички потукли Печењеге у Тракији 29. априла 1091. у бици код Лебуниона.
После обрачуна са Печењезима, Кумани су постали опасност и започели су серију пљачкашких напада на царске територије. Вођа Кумана је твдио да је он Константин Диоген, давно преминули син цара Романа IV Диогена. Кумани су харали Тракијом, све док њихов вођа није елиминисан крај Адријанопоља. Када је умирио Балкан Алексије Комнин је могао обратити пажњу на Малу Азију, чији велики део су освојили Турци Селџуци.

## Први крсташки рат
Око 1090. Алексије Комнин се мири са папама, са намером да добије западну подршку против Селџука. Алексије Комнин је замолио папу Урбана II на сабору у Пјаченци да сазове рат против неверника. Папа је 1095. сазвао сабор у Клермону и позвао у Први крсташки рат.
Алексије Комнин је мислио да ће доћи плаћеници, а не велика, готово сељачка војска. Цар Алексије I Комнин није био спреман за толики број крсташа, од којих су многи пљачкали дуж пута. Најпре је имао посла са неорганизованом групом крсташа, авантуриста и сељака које је предводио Петар Пустињак.
Није знао што да ради с њима. Предложио је Петру Пустињаку, да сачекају главнину крсташке војске. Већина те сељачке војске је била нестрпљива, желели су да преотму Никеју од Турака. Претрпјели су изузетно тежак пораз, тако да је од 20.000 крсташа остало живо само 3.000.
Друга група крсташа је била много организованија. Водили су је Готфрид Бујонски, Боемунд Тарентски и Ремон Тулуски. Алексије Комнин се састајао са вођама крсташа и од њих је тражио да положе заклетву да ће све освојене територије, које су припадале Византији бити враћене. Алексије Комнин је са своје стране обећавао да ће снабдевати крсташе. Пошто се први крсташки рат показао успешним многи градови и територије су враћене Византији. Опсада Никеје 1097. присилила је град да се преда цару. Следећа победа код Дорилеја 1097. омогућила је да се Византији током 1097—1099. врате Родос, Смирна, Киос, Ефез, Филаделфија и Сард.
После опсаде Антиохије Боемунд Тарентски је тврдио да је Алексије Комнин прекршио свој део договора, па зато није враћао Антиохију Византији. Тек 1108. је Боемунд пристао да буде византијски вазал (Деволски споразум).

## Последње године
Током последњих 20 година свога живота Алексије Комнин је изгубио доста популарности. Те године су биле обележене кажњавањем и прогањањем богумила и павлићана. Богумилског вођу Василија Доктора спалио је на ломачи. Упркос успеху крсташког рата Алексије Комнин је много пута морао да спречава нападе Турака Селџука (1110—1117).
Последњих година живота имао је проблема око наслеђа. Алексије Комнин је још 1092. одредио да његов син Јован II Комнин буде наследник. Међутим Алексијева жена Ирина Дука није жељела да њен син буде цар, него је хтела да то промени у корист своје ћерке Ане Комнин и њеног супруга цезара Нићифора Вријенија. Ана је сковала заверу да уклони Јована и постави себе и свог супруга Нићифора за владаре. Остарели Алексије је ипак остао чврст у својој намери да га наследи Јован.
Кад је након цареве смрти Јован II Комнин открио нову уроту, послао је своју сестру Ану Комнину и њеног супруга у манастир.

## Стабилизовао је Византију
Алексије Комнин је стабилизовао Византију и превладао је опасну кризу. Променио је природу византијске власти, укључујући доста племства у своју власт. Тиме је створио савез са племством и ојачао је власт смањујући опозицију. Иако је та мера била успешна на самом почетку, смањила је ефикасност царске власти, јер породичне везе постају значајније од заслуга.

## Породично стабло
|  |                          |  |  |  |  |  |  |  |  |  |  |  |  |  |  |  |
|  | 4. Манојло Еротик Комнин |  |  |  |  |  |  |  |  |  |  |  |  |  |  |  |
|  |                          |  |  |  |  |  |  |  |  |  |  |  |  |  |  |  |
|  |                          |  |  |  |  |  |  |  |  |  |  |  |  |  |  |  |
|  | 2. Јован Комнин          |  |  |  |  |  |  |  |  |  |  |  |  |  |  |  |
|  |                          |  |  |  |  |  |  |  |  |  |  |  |  |  |  |  |
|  |                          |  |  |  |  |  |  |  |  |  |  |  |  |  |  |  |
|  | 1. Алексије I Комнин     |  |  |  |  |  |  |  |  |  |  |  |  |  |  |  |
|  |                          |  |  |  |  |  |  |  |  |  |  |  |  |  |  |  |
|  |                          |  |  |  |  |  |  |  |  |  |  |  |  |  |  |  |
|  | 6. Алексије Харон        |  |  |  |  |  |  |  |  |  |  |  |  |  |  |  |
|  |                          |  |  |  |  |  |  |  |  |  |  |  |  |  |  |  |
|  |                          |  |  |  |  |  |  |  |  |  |  |  |  |  |  |  |
|  | 3. Ана Даласина          |  |  |  |  |  |  |  |  |  |  |  |  |  |  |  |
|  |                          |  |  |  |  |  |  |  |  |  |  |  |  |  |  |  |
|  |                          |  |  |  |  |  |  |  |  |  |  |  |  |  |  |  |
|  | 7. Хадријана Даласина    |  |  |  |  |  |  |  |  |  |  |  |  |  |  |  |
|  |                          |  |  |  |  |  |  |  |  |  |  |  |  |  |  |  |
|  |                          |  |  |  |  |  |  |  |  |  |  |  |  |  |  |  |